# Campà (germànic)
Campà (en llatí Campanus) era un dels cabdills del poble germànic dels tungres que lluitava al costat dels romans a la guerra de Roma contra Juli Civilis l'any 71. Tàcit en parla a la seva Historia.